# Desmosoma auritum
Desmosoma auritum is een pissebed uit de familie Desmosomatidae. De wetenschappelijke naam van de soort is voor het eerst geldig gepubliceerd in 1977 door Carvacho.